# Хильденбранд, Клаус-Петер
Клаус-Петер Хильденбранд (нем. Klaus-Peter Hildenbrand;11 сентября 1952, Дёрребах) — западногерманский легкоатлет. Призер Олимпийских игр 1976 года в Монреале. В основном соревновался в беге на 5000 метров.

## Карьера
В 1974 занял восьмое место на Чемпионате Европы по легкой атлетике в беге на 5000 метров.
В 1975 стал восьмым на Чемпионате мира по бегу по пересечённой местности в марокканском Рабате.
В 1976 году занял третье место на Олимпийских играх в Монреале в забеге на 5000 метров.